# 美國國家籃球協會球員工會
美國國家籃球協會球員工會（National Basketball Players Association，NBPA）是由波士顿凯尔特人的全明星得分后衛鮑勃·庫錫於1954年成立的球員工會，旨在保障、改善美國國家籃球協會（NBA）各球隊球員的勞動權利。工會成立之初并不被NBA球队的董事所认可，经过十年的努力才逐漸获得各方承认。

## 宗旨
该组织致力于保障并改善NBA现役球员的福利與权利，通过各种措施帮助球员获取最好的机会，提升球员在各項纠纷和官司中的权益，以最大化球員權益为目标。

## 歷史
参与之重要事件與成果：
- 1983年劳资双方达成工资帽协定
- 1995年的劳资纠纷
- 1998～1999赛季的停摆
- 2011年的赛季停摆

## 历任领导人

### 執行董事
- Lawrence Fleisher（英语：Larry Fleisher）：1970年–1988年
- Charles Grantham：1988年–1995年
- Simon Gourdine：1995年–1996年
- 阿歷克斯·英格利許：1996年（暫代）
- Billy Hunter（英语：Billy_Hunter_(basketball)）：1996年–2013年
- Michele Roberts（英语：Michele A. Roberts）：2014年–現任

### 主席
- 鮑勃·庫錫：1954年–1958年
- 湯姆·海因索恩：1958年–1965年
- 奧斯卡·羅伯遜：1965年–1974年
- 保羅·塞拉斯：1974年–1980年
- 鮑伯·蘭尼爾：1980年–1985年
- 朱尼奧·布里奇曼：1985年 – 1988年2月
- 阿歷克斯·英格利許：1988年2月 – 1988年10月5日
- 以賽亞·湯瑪斯：1988年10月5日 – 1994年2月13日
- 巴克·威廉姆斯：1994年2月13日 – 1997年9月15日
- 派屈克·尤英：1997年9月15日 – 2001年7月10日
- 迈克尔·库里：2001年7月10日 – 2005年6月28日
- 安東尼奧·戴維斯：2005年6月28日 – 2006年11月19日
- 德里克·费舍尔：2006年11月19日–2013年8月21日[2]
- 克里斯·保羅：2013年8月–現任

### 首席副主席
- Roger Mason Jr.（英语：Roger Mason Jr.）：2013年8月21日–2017年6月23日
- 勒布朗·詹姆斯：2015年月13日–2019年2月19日
- 安德烈·伊格达拉：2019年2月19日–現任

## 資料來源
1. ↑  Bradley, Robert. .   [February 26, 2011]. （原始内容存档于2020-11-14）.
2. ↑  .   [2015-01-05]. （原始内容存档于2014-10-02）.